# Florence Pernel

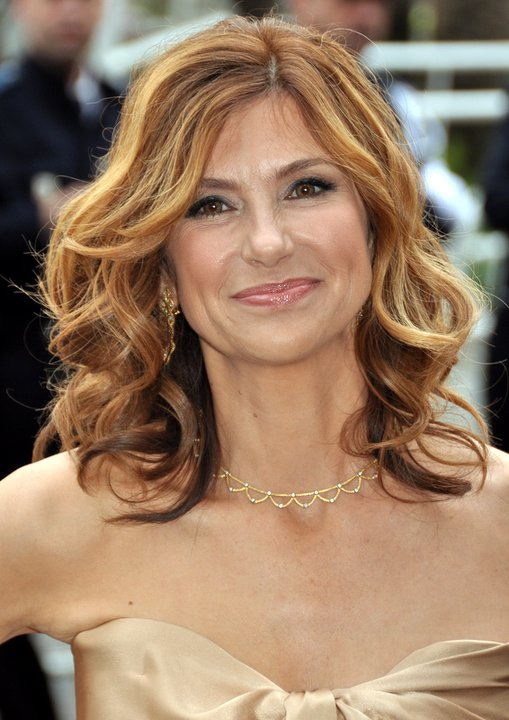
Florence Pernel bei den Internationalen Filmfestspielen von Cannes 2011

Florence Pernel (* 30. Juni 1962 in Paris) ist eine französische Schauspielerin.

## Leben
Mit 16 Jahren besuchte sie eine Theater-Klasse von Didier Bétourné, das ihr ein Stipendium der Stiftung von Marcel Bleustein-Blanchet ermöglichte. Von 1991 bis 1992 lernte sie im Studio Pygmalion bei Professor Pascal Luneau und von 1993 bis 1997 nahm sie abermals Schauspielkurse bei Didier Bétourné. 2009 spielte sie die Hauptrolle der Caroline Delaume in der jeweils knapp einstündigen 6-teiligen französischen TV-Serie Mes amis, mes amours, mes emmerdes.

## Filmografie (Auswahl)
- 1980: Girls – Die kleinen Aufreißerinnen (Girls) – Regie: Just Jaeckin
- 1980: Kinder für das Vaterland (Allons z’enfants) – Regie: Yves Boisset
- 1980: Le cœur à l’envers – Regie: Franck Apprederis
- 1981: Die Frau im weißen Kittel (L’examen) – Regie: Jean-Daniel Simon
- 1981: Sehnsucht nach dem rosaroten Chaos (Salut j’arrive) – Regie: Gérard Poteau
- 1982: Que les gros salaires lèvent le doigt! – Regie: Denys Granier-Deferre
- 1989: So sind die Tage und der Mond (Il y a des jours… et des lunes) – Regie: Claude Lelouch
- 1989: Mauvaise fille – Regie: Régis Franc
- 1989: Cellini, l’or et le sang – Regie: Giacomo Battiato
- 1990: The Man Inside – Tödliche Nachrichten (The Man Inside) – Regie: Bobby Roth
- 1991: Ein Fall für die Inselkinder (Les enfants du naufrageur) – Regie: Jérôme Foulon
- 1992: Liebe kennt kein Gewissen (La femme de l’amant) – Regie: Christopher Frank
- 1992: La cavale des fous – Regie: Marco Pico
- 1992: Drei Farben: Blau (Trois couleurs: Bleu) – Regie: Krzysztof Kieślowski
- 1992: Das Hochzeitsboot (Le bateau de mariage) – Regie: Jean-Pierre Améris
- 1992: In Liebe (L’écrivain public) – Regie: Jean-François Amiguet
- 1993: Drei Farben: Weiß (Trois couleurs: Blanc) – Regie: Krzysztof Kieślowski
- 1994: Der Bastard (Rapt à crédit) – Regie: Pierre Boutron
- 1995: Meine unbekannte Frau (Les hommes et les femmes sont faits pour vivre heureux) – Regie: Philippe de Broca
- 1996: Violetta, la reine de la moto – Regie: Guy Jacques
- 1996: Vive la République! – Regie: Éric Rochant
- 1996: Mon amour – Eine mörderische Liebe (Mon amour) – Regie: Pierre Joassin
- 1997: En brazos de la mujer madura – Regie: Manuel Lombardo
- 1997: Vergiß Sarajevo nicht (Si je t’oublie Sarajevo) – Regie: Arnaud Sélignac
- 1997: Un hiver au bout du monde – Regie: Can Togay
- 1999: La vache et le président – Regie: Philippe Muyl
- 1999: Yoyes – Regie: Héléna Taberna
- 2002: À la petite semaine – Regie: Sam Karmann
- 2004: Jean Jaurès – Mein Leben für Frieden und Gerechtigkeit (Jaurès, naissance d‘un géant) – Regie: Cédric Klapisch
- 2004: Je serai toujours près de toi (Fernsehfilm) – Regie: Claudio Tonetti
- 2005: Éliane (Fernsehfilm) – Regie: Caroline Huppert
- 2007: La mémoire de l'eau – Regie: Bernard Murat
- 2009: Le coach – Regie: Olivier Doran
- 2009–2015: Mes amis, mes amours, mes emmerdes (Fernsehserie, 26 Folgen)
- 2010: L’autre Dumas – Regie: Safy Nebbou
- 2010: Le désamour (Fernsehfilm) – Regie: Daniel Janneau
- 2011: La conquête – Regie: Xavier Durringer
- 2011: Louis XI, le pouvoir fracassé – Regie: Henri Helman
- 2012: Nom de code: Rose (Fernsehfilm) – Regie: Arnauld Mercadier
- 2013: 3 Femmes en colère – Regie: Christian Faure
- 2014: Crime en Aveyron (Fernsehfilm) – Regie: Claude-Michel Rome
- 2014: Crime en Lozère (Fernsehfilm) – Regie: Claude-Michel Rome
- 2015: Au revoir... et à bientôt! (Fernsehfilm) – Regie: Miguel Courtois
- 2015: Paris (Fernsehsechsteiler)
- 2016, 2018: Kommissar Caïn (Caïn, Fernsehserie, 2 Folgen)
- 2017: Der Wein und der Wind (Ce qui nous lie) – Regie: Jean-Daniel Verhaeghe
- 2017: Crime dans les Alpilles – Regie: Éric Duret
- 2018: Crime dans le Luberon – Regie: Éric Duret
- 2019: Der Basar des Schicksals (Le Bazar de la Charité) (Fernsehserie, acht Folgen)
- 2019: Crime dans l'Hérault – Regie: Éric Duret
- 2020: Crime dans le Larzac – Regie: Marwen Abdallah
- seit 2021: L'école de la vie (Fernsehserie)
- 2021: Service Volé – Regie: Jérôme Foulon
- 2022: Crime à Ramatuelle (Fernsehfilm) – Regie: Nicolas Picard-Dreyfuss